# ملعب آيل جيغانتي ديل نورت
ملعب ش جيغانتي ديل نورت (بالإنجليزية: Estadio El Gigante del Norte)‏ هو ملعب كرة قدم يقع في الأرجنتين، يتسع لـ 24,300 متفرج.

## التاريخ
افتتح الملعب في 1993.